# Need for Speed: Underground
Need for Speed: Underground (сокр. NFSU) — компьютерная игра серии Need for Speed в жанре аркадных автогонок, разработанная студией EA Black Box и изданная компанией Electronic Arts для игровых консолей и персональных компьютеров в 2003 году. За локализацию Need for Speed: Underground была ответственна компания «Софт Клаб», выпустив игру первоначально с русской документацией, а с 2006 года — полностью на русском языке. В марте 2005 года игра была выпущена для аркадных автоматов.
Игра заметно отличается от предыдущих частей серии сеттингом и стилем. Действия Need for Speed: Underground происходят в вымышленном ночном городе под названием Олимпик-Сити. По сюжету главный герой получает уважение, участвуя в уличных гонках, и старается превзойти лучшего гонщика в городе — Эдди. В игре присутствует несколько различных типов гонок, каждый из которых имеет свои особенности. За победу в соревнованиях зарабатываются очки стиля и наличные деньги, а также открываются новые автомобили и разнообразные детали тюнинга и стайлинга.
Игра была основана на уличных гонках, которые стали популярными благодаря фильму «Форсаж». Разработчики хотели возродить серию Need for Speed, в связи с её снижавшимся уровнем продаж. Новая часть стала перезагрузкой франшизы. Игровая пресса положительно встретила Need for Speed: Underground. Рецензенты хвалили игровой процесс, графику и звук, но критиковали соперников и трассы. Underground стала коммерчески успешной — всего было продано более 15 миллионов экземпляров игры. В 2004 году вышел сиквел — Need for Speed: Underground 2.

## Игровой процесс
Need for Speed: Underground представляет собой аркадную гоночную игру, выполненную в трёхмерной графике. Действие происходит в вымышленном городе под названием Олимпик-Сити. Основным режимом в игре является «Карьера». Сюжет строится на участии главного героя в уличных гонках города. Помогает герою на протяжении игры девушка по имени Саманта. Главными соперниками являются лучший гонщик города — Эдди, и его девушка Мелисса. На протяжении «Карьеры» игрок должен участвовать в гонках разных типов: всего в данном режиме нужно пройти 112 гонок. Перед гонкой игрок выбирает уровень сложности (лёгкий, средний или тяжёлый); чем более высокий выбран уровень сложности, тем больше игрок получит денег за победу; заработанные деньги впоследствии можно потратить на покупку и улучшение автомобилей. За прохождение гонок и за выполнение манёвров на дороге (занос, прыжок и так далее) игрок зарабатывает очки стиля. После каждой гонки эти очки подсчитываются в индикаторе стиля; при полном заполнении индикатора он опустошается и подсчитывает очки заново, а игрок в этом случае получает новую деталь тюнинга. Очки стиля теряются, если на трассе происходит авария с участием игрока и других машин. Для участия в некоторых гонках необходимо улучшать автомобиль с помощью тюнинга. Во время игры также будут встречаться заезды, в которых участвует только игрок, и их нужно пройти за определённое время, а в случае успеха игрок получает уникальную деталь тюнинга от ТиДжея — механика Эдди. Во время прохождения игроку периодически предстоит участвовать в турнирах, которые состоят из нескольких гонок, в которых подсчитываются очки; выигрывает участник, который наберёт больше очков за прохождение всех гонок. Помимо этого, автомобиль игрока будут помещать на обложки журналов. Во время прохождения будут открываться новые автомобили. В меню «Рейтинги» игрок может сравнивать свои результаты гонок с другими гонщиками города. В игре также присутствует режим «Быстрая гонка», в котором можно настроить количество кругов, соперников или трафик. Многопользовательская игра реализована по-разному в зависимости от платформы, поддерживая до четырёх человек по сети и до двух — с технологией разделённого экрана: первый вариант оснащён системой рейтинга игроков и доступен на Windows и PlayStation 2 (в том числе в кроссплатформенном варианте), в то время как разделённый экран — на PlayStation 2, Xbox и GameCube.
В Need for Speed: Underground присутствуют 6 типов заездов. В гонках типа «Кольцо» игроку нужно ездить по замкнутым трассам, состоящим из нескольких кругов, цель — первым пересечь финишную черту на последнем круге. В гонках типа «Выбывание» также представлены замкнутые трассы, а отличием является то, что участник, завершивший круг последним, выбывает из гонки; побеждает последний оставшийся в гонке участник. В гонках типа «Спринт» трассы являются незамкнутыми, цель — первым пересечь финишную черту. В заездах типа «Дрифтинг» нужно набирать очки, приводя автомобиль в управляемый занос, причём если ехать вблизи от ограждений, игрок получает больше очков, но если коснуться ограждения, то набранные в текущем дрифте очки и бонусные множители очков теряются; цель — набрать больше очков, чем у соперников. В гонках типа «Драг-рейсинг» представлены прямые непродолжительные трассы, а игроку необходимо наиболее точно переключать передачи — в лучшем случае в момент переключения должен быть зелёный индикатор на тахометре, если же у игрока сгорит двигатель (происходит при слишком высоких оборотах) или он врежется в неразрушимые объекты либо трафик, то проигрывает; цель — первым пересечь финишную черту. В заездах типа «Тест-драйв» участвует только игрок, которому даётся возможность ознакомиться с трассой или же установить рекорд круга; здесь представлены те же трассы, что и в гонках типа «Кольцо».

## Разработка и выход игры
Ещё после выхода Need for Speed: Hot Pursuit 2 представители компании Electronic Arts распустили большую часть персонала студии Bellevue, что существенно ухудшило ситуацию по разработке следующих частей серии, так что выход новой игры Need for Speed оставался вопросом времени. Разработка новой части серии, получившей название Need for Speed: Underground, началась в 2003 году для платформ GameCube, PlayStation 2, Xbox, PC и Game Boy Advance. Ответственность за создание версий для домашних консолей и компьютеров брала студия EA Black Box, принимавшая участие в разработке Need for Speed: Hot Pursuit 2 для игровой приставки PlayStation 2, высоко оценённой прессой. В свою очередь, разработка версии для Game Boy Advance была поручена команде Pocketeers.

### Концепция и технические решения
| Системные требования    | Системные требования                                 | Системные требования                                 |
| ----------------------- | ---------------------------------------------------- | ---------------------------------------------------- |
|                         | Минимальные                                          | Рекомендуемые                                        |
| Windows                 |                                                      |                                                      |
| ОС                      | 2000/XP                                              | 2000/XP                                              |
| ЦПУ                     | Pentium III (700 МГц) или AMD-эквивалент             | Pentium III 1,3 ГГц                                  |
| Объём ОЗУ               | 256 Мб                                               | 512 Мб                                               |
| Место на диске          | 2 Гб                                                 | 2 Гб                                                 |
| Информационный носитель | CD                                                   | CD                                                   |
| Видеокарта              | DirectX 9.0 с 32 Мб памяти или её эквивалент         | DirectX 9.0 с 64 Мб памяти или её эквивалент         |
| Дисплей                 | разрешение 800 × 600, глубина цвета 16 бит или лучше | разрешение 800 × 600, глубина цвета 16 бит или лучше |
| Звуковая плата          | аудиокарта, совместимая с DirectX 9.0                | аудиокарта, совместимая с DirectX 9.0                |

По сравнению с предыдущими частями серии, предлагавшими преимущественно загородные локации и дорогие экзотические автомобили, в Need for Speed: Underground была изменена общая тематика — игра предоставляет уличные гонки на серийных машинах по вымышленному ночному городу. По словам исполнительного продюсера Need for Speed: Underground Чака Осеи командой было выбрано новое для франшизы направление, поскольку это помогло бы повысить снижавшуюся популярность серии и одновременно сделать наиболее совершенную и перспективную игру в жанре. Идея уличных гонок была позаимствована у фильма «Форсаж», под влиянием которого и получили популярность нелегальные гонки, в то время как в игровой индустрии данная тематика ранее уже была использована, например, в Midtown Madness и Midnight Club: Street Racing. При работе над визуальным стилем под руководством Хабиба Заргарпура (ранее работавшего над фильмом «Звёздные войны. Эпизод I: Скрытая угроза») создатели в первую очередь брали за основу фильмы, чтобы достичь максимально реалистичных эффектов и ощущения от игры. В частности, важной задачей было создание правильного освещения в ночное время суток, правдоподобных отражений, высокой детализации текстур окружающего мира и транспорта, а также ряда эффектов, усиливающих чувство скорости, например размытия в движении и дрожания камеры. Разработчики взяли за основу движок EA Graphics Library, который использовался в предшественнике — Hot Pursuit 2. По словам продюсера, основным достоинством данного движка стала его широкая область и универсальность применения: игры, сделанные на EAGL, могли работать на всех игровых платформах с лучшей производительностью. Именно благодаря этому движку разработчики добились создания большей части графики игры, поскольку переписывать исходный код заново было бы сложной задачей. Впоследствии Need for Speed: Underground стала первой частью серии для шестого поколения игровых систем, не имеющей значительных игровых и графических различий между изданиями для разных платформ, в отличие от предыдущей Hot Pursuit 2, которая существенно отличалась на PlayStation 2 от других её версий.
В Need for Speed: Underground разработчики переосмыслили также и подход к автомобилям. Так, в отличие от предыдущих частей серии, в игре отсутствуют редкие и дорогие модели машин от таких производителей, как, например, Porsche и Lamborghini: вместо этого, создатели предоставили на выбор около 20 лицензированных моделей от таких известных мировых производителей, как Toyota, Subaru, Mitsubishi и тому подобных. При этом, разработчики уделили больше внимания возможностям тюнинга и стайлинга автомобилей: ранее таковые были реализованы в некоторых предыдущих частях серии, в частности, High Stakes и Porsche. Однако, в Need for Speed: Underground модификация автомобилей подверглась некоторым корректировкам: модернизация и настройка двигателя и ходовой части была упрощена (тем не менее, всё ещё позволяя игрокам устанавливать повышающие производительность комплекты деталей, включая системы закиси азота), но при этом серьёзным усовершенствованиям подверглась визуальная кастомизация, позволяющая менять бамперы, капоты, наклейки, неоновую подсветку днища и многое другое. Кроме того, многие детали были лицензированы реальными производителями, такими как AEM, Eibach, Injen, Nitrous Express, StreetGlow, Turbonetics и другими. Особое внимание было уделено аудиосоставляющей, в частности звуки двигателей были записаны разработчиками с реальных прототипов автомобилей, модели которых использованы в игре; по словам создателей, реализация звуков с их правильным позиционированием являлась чрезвычайно сложным и важным процессом для получения правдоподобных ощущений от гоночной игры. Управление же автомобилями воссоздавалось таким образом, чтобы оно было как можно лучше сбалансировано между реализмом и доступностью. На стадии разработки также присутствовали визуальные двухуровневые повреждения автомобилей при столкновениях, однако из-за некоторых проблем с кадровой частотой разработчикам пришлось их убрать. Кроме того, Need for Speed: Underground стала одной из первых игр EA, сертифицированных THX: подписав соглашение с компанией, представители EA тем самым стремились к гарантированному высокому качеству визуального и звукового сопровождения в играх.

### Нововведения и игровые возможности
Игровой процесс Need for Speed: Underground создавался как с ориентиром на предыдущие части серии, так и с реализацией новых возможностей. Например, в качестве основного режима для прохождения в игру была внедрена «Карьера», до этого в схожем виде присутствовавшая в High Stakes и в новой части предлагающая более ста заездов разных типов, за выигрыш в которых начисляется внутриигровая валюта для её траты на новые автомобили и детали для них. Кроме того, в Need for Speed: Underground предоставлена линейная сюжетная линия, подача которой осуществляется с помощью кат-сцен между заездами на протяжении всего прохождения режима «Карьера». В съёмках оцифрованного внутриигрового видео принимали участие реальные актёры: так, роль главных героинь — Саманты и Мелиссы — сыграли Синди Джонсон и Эми Вальц соответственно. Заезды в Need for Speed: Underground были разделены на различные типы: в то время как некоторые из них содержат аналогичный предыдущим частям игровой процесс (например, «Кольцо» и «Спринт»), другие задействуют новые для серии механики (например, «Дрифтинг» и «Драг-рейсинг»). Дизайнеры также уделили внимание и трассам, которые проложены в пределах вымышленного города, содержащего, тем не менее, некоторые реальные достопримечательности (например, отель «Плаза» и Эмпайр-стейт-билдинг) и схожего с такими существующими американскими городами, как Нью-Йорк и Лос-Анджелес. По словам одного из разработчиков, Криса Ли, «вместо того, чтобы моделировать город, а затем строить вокруг него курсы, мы сделали наоборот»: использование вымышленного города позволило создателям расширить простор для манёвра и, тем самым, упростить работу над трассами, сделав их наиболее подходящими для гоночных заездов. Изначально разработчики не планировали реализацию сетевых возможностей в Need for Speed: Underground, но впоследствии решили добавить кроссплатформенный онлайн-режим до четырёх игроков через широкополосный доступ на PlayStation 2 и ПК (став первой выпущенной в США игрой, предлагающей кроссплатформенный онлайн от PS2 на ПК); отсутствие онлайн-режима на Xbox и GameCube издателем впоследствии объяснено эксклюзивным соглашением с Sony, согласно которому сетевые возможности для четырёх предстоящих спортивных игр EA, одной из которых стала Need for Speed: Underground, задействуют соответствующие технологии японской компании.
Пристальное внимание создатели уделили проработке новых для серии типов заездов — «Дрифтингу» и «Драг-рейсингу». «Дрифтинг» подразумевает соревнование в зарабатывании очков путём управляемого заноса. По словам разработчиков, данный тип заездов был реализован таким образом, чтобы им остались довольны как можно большее количество игроков, несмотря на разную их позицию касательно процесса управляемого заноса: в Need for Speed: Underground физическая модель поведения всех, в том числе переднеприводных, автомобилей в «Дрифтинге» корректируется таким образом, чтобы они легче раскачивались и входили в управляемый занос. Кроме того, 22 августа 2003 года EA планировали провести частное мероприятие по дрифту на военно-морской базе Аламеда в северной Калифорнии близ Сан-Франциско, в ходе которого некоторые из лучших местных дрифтеров должны были продемонстрировать езду в управляемом заносе. Однако, после внепланового переноса, мероприятие состоялось только в начале октября: основной его целью было дать прессе представление о дисциплине дрифта и его примерной реализации в Need for Speed: Underground. «Драг-рейсинг» предоставляет гонки на короткие прямые дистанции (1/4 мили) с требованием к точности переключения передач. При воссоздании данного типа гонок разработчики поставили перед собой задачу сделать наиболее интенсивные и быстрые заезды, в которых лучше, чем когда-либо, реализовано ощущение высокой скорости.

### Маркетинг и выпуск
Официальный анонс Need for Speed: Underground состоялся 30 апреля 2003 года: в тот день было первоначально объявлено, что выход игры запланирован на весну следующего года. 12 мая в ходе выставки E3 была продемонстрирована Need for Speed: Underground на PlayStation 2. В начале июля игра была освещена в ходе пресс-конференции EA Camp. 9 июля стало известно, что Need for Speed: Underground выйдет несколько раньше запланированного срока — осенью 2003 года; ускоренному темпу разработки способствовали большие ожидания игроков. 19 сентября было сообщено об онлайн-поддержке Need for Speed: Underground на PlayStation 2 в Европе и возможности использования гарнитуры для общения с другими игроками. 23 сентября был открыт официальный сайт игры. 26 сентября была выпущена демоверсия Need for Speed: Underground, в которой была возможность проехать одну кольцевую гонку и один дрэг-рейсинг. В сентябре—октябре в демоверсию Need for Speed: Underground могли поиграть все желающие посетители мероприятия Game Live Events, проходившего в США. 9 октября на пресс-конференции Electronic Arts была показана Need for Speed: Undeground на игровых приставках Xbox, GameCube и PlayStation 2 с основным акцентом на режим «Дрифтинг» и его особенности. 10 ноября Need for Speed: Underground ушла в печать. На протяжении всего цикла разработки Electronic Arts сотрудничали со многими сторонними компаниями и изданиями, например, с THX и Stuff (благодаря соглашению с последним и были приглашены Синди Джонсон и Эми Вальц как актрисы для съёмок во внутриигровом видео).
Выход Need for Speed: Underground состоялся 17 ноября 2003 года в Северной Америке, 21 ноября в Европе, а также 25 декабря в Японии, где игра была выпущена под названием Need for Speed: Underground J-Tune с уникальными внутриигровыми автомобильными раскрасками. Упрощённая версия для портативной игровой системы Game Boy Advance вышла 18 декабря 2003 года в Северной Америке и 16 января 2004 года в Европе; в ней присутствуют 14 автомобилей, 4 режима гонок, система сохранений с помощью встроенной в картридж батарейки, а также многопользовательский режим до четырёх игроков путём соединения нескольких приставок с помощью специального кабеля. Локализацией Need for Speed: Underground занималась компания «Софт Клаб», которая выпустила игру первоначально с русской документацией, а с 31 января 2006 года — полностью на русском языке. В марте 2005 года Need for Speed: Underground была издана для аркадных автоматов; портирование велось студией Global VR, которая специализируется на разработке игр для аркадных систем, и ранее создавшая Need for Speed GT. В данной версии несколько отличаются режимы и дизайн меню, имеется возможность локального подключения для многопользовательской игры, обратная отдача, а также контрольные точки в гонках, которые нужно проезжать за определённое время, подобно играм серии Test Drive. Need for Speed: Underground была повторно переиздана в двух сборниках: 21 июня 2005 года — в World of Need for Speed для ПК и 14 мая 2006 года — в Need for Speed: Collector’s Series для PlayStation 2, портированный 13 сентября 2007 года для ПК под управлением Windows.

## Саундтрек

### Оригинальный саундтрек
В создании оригинального музыкального сопровождения Need for Speed: Underground принимал участие композитор Джим Лэтэм, треки которого можно слышать во время просмотра внутриигрового видео. 19 декабря 2006 года под лейблом E.A.R.S вышел альбом Need for Speed: Underground Original Music Score в цифровом издании, включающий в себя 10 треков оригинальной музыки Джима Лэтэма из игры. Композиции из Need for Speed: Underground позже вошли в официальный альбом The Music of EA Games Box Set (2007), а также в обновление «Legends» для игры Need for Speed 2015 года.
| №                   | Название                     | Длительность |
| ------------------- | ---------------------------- | ------------ |
| 1.                  | «At the Street, Punk»        | 0:16         |
| 2.                  | «Bubblegum»                  | 0:23         |
| 3.                  | «D-Day»                      | 0:18         |
| 4.                  | «Engine of Darkness»         | 0:19         |
| 5.                  | «First Fantasy»              | 0:49         |
| 6.                  | «Legend Ascendant»           | 0:20         |
| 7.                  | «Samantha Upgrades»          | 0:23         |
| 8.                  | «Second Fantasy»             | 0:33         |
| 9.                  | «The Good The Bad The Eddie» | 0:47         |
| 10.                 | «Wrath of Eddie»             | 0:09         |
| Общая длительность: | Общая длительность:          | 4:17         |

### Лицензированный саундтрек
Лицензированный саундтрек игры выполнен в жанрах метал, рэп и брейкбит и включает в себя композиции от известных исполнителей, таких как The Crystal Method, Роб Зомби, Static-X, Junkie XL, Lil Jon & the Eastside Boyz и многих других; некоторыми из них были записаны эксклюзивные треки специально для Need for Speed: Underground. Саундтрек игры лицензирован под лейблом EA Trax. В настройках музыки есть возможность переключить случайное или последовательное воспроизведение композиций саундтрека, а также включить их проигрывание в гонках или в меню, или же отключить вовсе.
| Исполнитель                 | Композиция                          |
| --------------------------- | ----------------------------------- |
| Overseer                    | Doomsday                            |
| The Crystal Method          | Born Too Slow                       |
| Rancid                      | Out Of Control                      |
| Rob Zombie                  | Two-Lane Blacktop                   |
| BT                          | Kimosabe (feat. Wildchild)          |
| Static-X                    | The Only                            |
| Element Eighty              | Broken Promises                     |
| Asian Dub Foundation        | Fortress Europe                     |
| Hotwire                     | Invisible                           |
| Story of the Year           | And The Hero Will Drown             |
| Andy Hunter                 | The Wonders of You (feat. Lyle Day) |
| Junkie XL                   | Action Radius                       |
| Fuel                        | Quarter                             |
| Jerk                        | Sucked In                           |
| Fluke                       | Snapshot                            |
| Lostprophets                | (To Hell We) Ride                   |
| Overseer                    | Supermoves                          |
| FC Kahuna                   | Glitterball                         |
| Blindside                   | Swallow                             |
| Lil Jon & The Eastside Boyz | Get Low                             |
| Mystikal                    | Smashing The Gas (Get Faster)       |
| Dilated Peoples             | Who’s Who                           |
| Nate Dogg                   | Keep It Coming                      |
| X-Ecutioners                | Body Rock                           |
| Petey Pablo                 | Need For Speed                      |
| T.I.                        | 24’s                                |

Версия для Game Boy Advance содержит только 4 музыкальных трека — «Get Low», «Sucked In», «Doomsday» и «The Only».

## Оценки и мнения
| Сводный рейтинг       | Сводный рейтинг | Сводный рейтинг | Сводный рейтинг | Сводный рейтинг | Сводный рейтинг | Сводный рейтинг |
| Издание               | Оценка          | Оценка          | Оценка          | Оценка          | Оценка          | Оценка          |
| Издание               | Аркады          | GBA             | GC              | PC              | PS2             | Xbox            |
| --------------------- | --------------- | --------------- | --------------- | --------------- | --------------- | --------------- |
| GameRankings          |                 | 77,33 %         | 83,73 %         | 82,29 %         | 84,29 %         | 81,76 %         |
| Game Ratio            |                 | 79 %            | 82 %            | 79 %            | 83 %            | 82 %            |
| Metacritic            |                 | 77/100          | 83/100          | 82/100          | 85/100          | 83/100          |
| MobyRank              |                 | 68/100          | 81/100          | 81/100          | 84/100          | 84/100          |
| Иноязычные издания    |                 |                 |                 |                 |                 |                 |
| Издание               | Оценка          | Оценка          | Оценка          | Оценка          | Оценка          | Оценка          |
| Издание               | Аркады          | GBA             | GC              | PC              | PS2             | Xbox            |
| 1UP.com               |                 |                 | A-              | A-              | A-              | A               |
| AllGame               | [ 73 ]          | [ 74 ]          | [ 75 ]          | [ 76 ]          | [ 77 ]          | [ 78 ]          |
| Edge                  |                 |                 | 7/10            | 7/10            | 7/10            | 7/10            |
| EGM                   |                 |                 | 8,67/10         |                 | 8,67/10         | 8,67/10         |
| Eurogamer             |                 |                 |                 |                 | 7/10            |                 |
| Famitsu               |                 |                 | 34/40           |                 | 34/40           |                 |
| G4                    |                 |                 |                 |                 | 4/5             |                 |
| Game Informer         |                 |                 | 9/10            |                 | 9,5/10          | 9,25/10         |
| GamePro               |                 |                 | [ 86 ]          |                 | [ 87 ]          | [ 88 ]          |
| GameRevolution        |                 |                 | B               | B               | B               | B               |
| GameSpot              |                 | 7,7/10          | 7,9/10          | 8/10            | 8/10            | 7,9/10          |
| GameSpy               |                 |                 | [ 92 ]          | [ 93 ]          | [ 94 ]          | [ 95 ]          |
| GameZone              |                 |                 |                 | 8,1/10          | 8,5/10          |                 |
| IGN                   |                 | 7,9/10          | 8,8/10          | 9/10            | 8,9/10          | 8,8/10          |
| Nintendo Power        |                 | 3,4/5           | 4,1/5           |                 |                 |                 |
| Nintendo World Report |                 |                 | 8,5/10          |                 |                 |                 |
| OPM                   |                 |                 |                 |                 | 4,5/5           |                 |
| OXM                   |                 |                 |                 |                 |                 | 8,6/10 7/10     |
| PALGN                 |                 |                 |                 |                 | 8/10            |                 |
| PC Gamer (UK)         |                 |                 |                 | 83/100          |                 |                 |
| Play (UK)             |                 |                 | A-              |                 | A-              | A-              |
| TeamXbox              |                 |                 |                 |                 |                 | 4,2/5           |
| Русскоязычные издания |                 |                 |                 |                 |                 |                 |
| Издание               | Оценка          | Оценка          | Оценка          | Оценка          | Оценка          | Оценка          |
| Издание               | Аркады          | GBA             | GC              | PC              | PS2             | Xbox            |
| Absolute Games        |                 |                 |                 | 88 %            |                 |                 |
| «PC Игры»             |                 |                 |                 | 8/10            |                 |                 |
| «Домашний ПК»         |                 |                 |                 | [ 112 ]         |                 |                 |
| «Игромания»           |                 |                 |                 | 9/10            |                 |                 |
| «Страна игр»          |                 |                 | 7/10 8/10       | 7/10 8/10       | 7/10 8/10       | 7/10 8/10       |

Need for Speed: Underground получила положительные отзывы от журналистов. На сайте Metacritic версия для PlayStation 2 имеет среднюю оценку 85/100, для GameCube и Xbox — 83/100 и для ПК — 82/100. Схожая статистика опубликована на GameRankings: 84,29 % для PlayStation 2, 83,73 % для GameCube, 82,29 % для ПК и 81,76 % для Xbox. Похвалы удостоились свежая для серии концепция, интересный игровой процесс, качественные графика и звук, а также увлекательный тюнинг автомобилей, но к недостаткам отнесены искусственный интеллект и повторяющиеся трассы.
Положительных отзывов со стороны критиков удостоился игровой процесс. Обозреватель сайта IGN, Фрэн Мирабелла, назвал геймплей «фантастически реализованным» и отметил множество настроек автомобиля, а сетевая игра, по его мнению, заставит игрока сидеть за Need for Speed: Underground много месяцев. Джефф Герстманн из GameSpot к плюсам отнёс разнообразие в режимах, большинство из которых были названы интересными; похвалы были удостоены и сетевой режим, а также богатый тюнинг автомобилей. В журнале Electronic Gaming Monthly похвалили хорошее управление, назвав его самым лучшим среди аркадных гоночных игр. Журналист из Game Informer под ником Andy высоко оценил модификацию автомобилей и весёлые, простые в освоении гонки, заявив, что после всех перечисленных достоинств Need for Speed: Underground с лёгкостью становится лучшей гоночной игрой года. Рецензент Кристан Рид (Eurogamer) неоднозначно отозвался об игре, заметив, что она взяла в себя лучшие идеи из Midnight Club, Burnout и Project Gotham Racing, но в целом реализовала их не очень удачно. Михаил 'Redguard' Калинченков, обозреватель сайта Absolute Games отметил отличные возможности тюнинга, но при этом также заметил, что техническому тюнингу уделено меньше внимания, чем визуальному, в сравнении с предыдущими частями серии Need for Speed; к достоинствам был отнесён и увлекательный многопользовательский режим, в котором игроки на ПК и на PlayStation 2 могут соревноваться за одним сервером. Ян «Чума» Масарский, журналист «PC Игры», назвал Need for Speed: Underground «очень качественной и с умом сделанной игрой», похвалил отличное управление и кучу визуальных апргрейдов, хотя и отметил, что аркада не предлагает ничего особенно нового и со временем приедается. Юрий Воронов («Страна игр») назвал режим драг-рейсинга великолепным, а также похвалил большое количество запчастей для автомобилей. Степан Чечулин из журнала «Игромания» заявил: «под конец года мы получили один из самых красивых, стильных и увлекательных автосимуляторов в мире».
Графика и визуальный стиль получили высокие оценки. Критики отмечали заметное изменение в оформлении, по сравнению с предыдущими частями: неоновые вывески, ночной город, большие проспекты. Мирабелла заметил, что если имеется мощный компьютер, игра обеспечивает плавную, высокую кадровую частоту, а о самой графике весьма высоко отозвался: «фантастическое освещение, детальные модели автомобилей и красивые эффекты», но ему также хотелось увидеть больше разнообразие в дизайне. Герстманн неоднозначно отозвался о визуальной составляющей, назвав графику «сюрреалистичной»; обозреватель похвалил версию для Xbox, отметив лучшие эффекты размытия и при этом стабильную частоту кадров. В Game Revolution и «Игромании» восторженно отозвались о графике и стиле, назвав его «потрясающим, с красивыми эффектами огней и очень детальными моделями машин». При этом критик с первого сайта отметил, что в визуальным плане среди консольных версий является лучшей для Xbox, но ни одна из них не разочарует. На сайте GameZone заметили, что Need for Speed: Underground удалась в графическом плане, однако посредственна в физическом. Крис Мартино (Nintendo World Report) похвалил визуальные эффекты и «волнующее» чувство скорости. Рид написал, что Need for Speed: Underground является «одной из самых красивых гоночных игр, которые вы когда-либо видели», посчитав, что её презентация и лоск заманят игроков и отвлекут их от недостатков геймплея. Хвалебный отзыв о графике оставил Масарский, назвав её «фантастически красивой»: по его мнению машины сделаны отлично, а трассы выглядят роскошно, хотя журналиста расстроило отсутствие вида из салона, а также в минусы записана несколько громоздкая система меню. Воронов отнёс графику к плюсам, описав её как «шикарную» и назвав Need for Speed: Underground «самой красивой игрой о стритрейсинге». Несмотря на положительные мнения, некоторые рецензенты сошлись во мнении, что в версиях для приставок PlayStation 2, Xbox и GameCube всё же не хватает более высокой частоты кадров.
Музыкальное сопровождение и звуковые эффекты в Need for Speed: Underground удостоились в основном положительных мнений критиков. Мирабелла хорошо отозвался о музыке, похвалив «отличный саундтрек со стилем и разнообразием», а также «чёткий» объёмный звук. Герстманн несколько разочаровался в отсутствии поддержки добавления пользовательской музыки на Xbox, но отметил, что треки определённо соответствуют теме игры и довольно разнообразны, а визг шин, шум двигателя и звук выхлопа «настолько реалистичны, насколько вы ожидаете». Andy охарактеризовал саундтрек как «убийственный», назвав подборку рэпа «крутой», а рок-музыку — «драйвовой» (хотя последняя, по мнению обозревателя, могла быть получше); однако, его коллеге Энди Макнамару не понравились песни (хоть он и посчитал их подходящими для игры), но звуки автомобили он назвал «потрясающими». Мартино положительно отнёсся к проработанному звуку двигателя и шин автомобилей. Уильямс посчитал звуки игры «прикольными». Воронов описал звук, как потрясающий (например, звук от удара подвески), а саундтрек назвал отличным. Восторженный отзыв о музыке Need for Speed: Underground оставил Чечулин: «Умопомрачительные миксы, отличные хип-хоп композиции и металл каким-то невероятным образом органично сочетаются и замечательно вписываются в игру». Масарский заметил, что звуки в игре разнообразны и правдоподобны, а саундтрек — грамотно подобранный, хотя музыка, по его мнению, всё-таки надоедает и заменить её без сторонних программ нельзя. Сдержанный отзыв о саундтреке оставил рецензент GameZone, отметив хорошую рок-музыку, но плохой хип-хоп; другой рецензент ресурса, в свою очередь, посчитал музыку повторяющейся, однако, с другой стороны, похвалы удостоились звуковые эффекты автомобилей, такие как звуки столкновений, шумы двигателей и визг шин. Схожее мнение оставил и Рид, назвав «мешанину» музыкальных треков «бездушной», но отметил, что благодаря объёмному звучанию рёв двигателя звучит ещё более убедительно.
Журналисты подвергли критике слишком большое количество повторяемых трасс и искусственный интеллект соперников. Мирабелла хоть и похвалил трассы, но при этом покритиковал некоторое однообразие, а также заметил, что «игроку предстоит иметь дело с читерскими соперниками». Герстманн заявил, что игрокам предстоит тратить много времени, проезжая одни и те же трассы, чтобы заработать деньги, добавив, что этот процесс может быть «утомительным». Представитель из Game Revolution разочаровался в спринте и кольцевых заездах по скучному ночному городу, которые приходится проезжать много раз. Похожее мнение высказал Рид, тоже назвав гонки в длительной однопользовательской кампании утомительными, а ИИ соперников — «мошенническим». Уильямс хоть и оставил положительный отзыв, но предупредил игроков быть готовыми к огромным усилиям в одиночном режиме и отсутствию разнообразия. Это мнение разделил Мартино: «Слишком мало разнообразия в трассах». Калинченков, помимо прочего, отметил многочисленные короткие пути по трассам, из которых не все оказываются полезными. Следующее мнение о противниках оставил Степан Чечулин: «AI соперников в NFSU очень неплох. Чтобы победить в гонке, придётся проявить талант настоящего гонщика». Масарский аналогичным образом отметил, что трассы постоянно пересекаются между собой, а также выразил разочарование из-за отсутствия возможности свободно покататься по городу, но, при этом, положительный отзыв оставил об AI соперников: по его мнению, он выполнен вполне адекватно и даже честно — преимущество в 20 секунд вполне реально, а сами противники в любой момент могут и столкнуться с трафиком. Соперниками остались довольны и представители GameZone: хоть и отмечено, что гонщики не дают игроку сильно оторваться или отстать от них, но выбор уровня сложности перед заездами не позволяет быть слишком трудными одним гонкам и чересчур лёгкими — другим. Воронов похвалил соперников, которые «пытаются вести себя как люди» (отметив, что они составляют серьёзную конкуренцию, но могут и сами врезаться).
Версия для портативной игровой приставки Game Boy Advance была в основном хорошо воспринята критиками. На сайтах GameRankings и Metacritic игра получила среднюю оценку 77,33 % и 77 баллов из 100 возможных соответственно. Крейг Харрис из IGN назвал Need for Speed: Underground достойной гоночной игрой для GBA, и похвалил высокое качество звука, а также отличный 3D-движок, обеспечивающий достаточно хорошую графику и кадровую частоту, однако отрицательно отозвался о дизайне игры и повторяющихся треках (заметив нехватку базового функционала, присущего большинству гоночных игр). Фрэнк Прово из GameSpot высоко оценил тюнинг автомобилей, хорошую графику и музыку, сказав, что результаты выхода Need for Speed: Underground для Game Boy Advance преимущественно положительны. Тем не менее обозреватель отметил такие недостатки, как проблемы с графикой (например, не всегда внятный обзор дороги) и технические ограничения консоли, но всё же остался доволен игрой. Рецензент из Nintendo Power заявил, что технические проблемы Need for Speed: Underground для GBA усугублены низким качеством мини-карты во время гонок.

### Награды и номинации
Need for Speed: Underground получила награду «Выбор редакции» от таких изданий, как GameSpy и IGN. В журнале «Домашний ПК» Need for Speed: Underground была названа лучшей аркадной гоночной игрой для ПК, в то время как в журнале «Игромания» она была помещена на первое место в списке лучших игр 2003 года в номинации «Лучший симулятор/спорт». Need for Speed: Underground победила в номинации «Консольная гоночная игра года» от D.I.C.E. Awards, а также была номинантом на премию лучшей гоночной игры года от Британской академии кино и телевизионных искусств.
Need for Speed: Underground продолжила попадать в различные топы и по прошествии значительного времени после выхода. Так, в августе 2004 года редакция IGN поместила Need for Speed: Underground в список быстрейших игр всех времён, а в октябре 2005 года поставила на 4-е место в топе 10 лучших гоночных игр для GameCube. В октябре 2017 года редакция журнала «Игромания» назвала Need for Speed: Underground одной из лучших игр 2003 года.

### Продажи
Need for Speed: Underground получила статус «бестселлера» на всех платформах. В первую неделю декабря 2003 года аркада возглавила топ самых продаваемых игр для консолей. В январе 2004 года продажи Need for Speed: Underground превысили 4 миллиона экземпляров, а в июле того же года — 7 миллионов. В декабре 2007 года продажи версии для PlayStation 2 превысили 3 миллиона экземпляров, а для Xbox составили 1,02 миллиона.
По состоянию на июнь 2015 года всего было продано более 15 миллионов экземпляров Need for Speed: Underground, что сделало её одной из самых продаваемых игр серии, уступившей по продажам только Need for Speed: Most Wanted.

### Влияние
Need for Speed: Underground стала первой игрой серии, которая выполнена в тематике уличных гонок, и благодаря своему успеху стала очень значимой частью франшизы, определившей вектор развития последователей в целом, большинство из которых тоже оказались посвящены уличным гонкам. Многие игровые и дизайнерские элементы Need for Speed: Underground, как, например, соревнования по дрифту и вымышленные города, использовались в следующих частях серии. В 2009 году вице-президент EA по глобальному маркетингу Кит Манро назвал Need for Speed: Underground «самым большим шагом в истории франшизы». Издательством Prima Games выпускались книги, где содержалось руководство и дополнительная информация по игре.
В 2004 году, благодаря успеху игры, Electronic Arts выпустила сиквел — Need for Speed: Underground 2. По сюжету главный герой, ставший лучшим гонщиком города в первой части, прибыл в город Бэйвью, где претендует на титул лучшего гонщика, однако сталкивается с серьёзными соперниками, которых предстоит победить; игровой процесс схож с первой частью, но несколько усовершенствовался: например, появился открытый мир и новые типы гонок. Кроме того, высокая популярность Need for Speed: Underground привела также и к последующему выпуску многочисленных игр-конкурентов со схожим геймплеем и тематикой уличных гонок от других компаний, например, Street Racing Syndicate и Juiced, однако им не удалось повторить коммерческий успех и признание детища EA.
На Need for Speed: Underground нередко тем или иным образом отсылались последующие части франшизы. Так, в Need for Speed Rivals для автомобилей есть возможность выбрать номерные знаки Олимпик-Сити — города, в котором происходит действие Underground. Эдди, главный соперник в Underground, а также его девушка Мелисса позже появились в игре Need for Speed 2015 года, где игрок может участвовать в гонке с Эдди, после победы в которой получает его автомобиль — Nissan Skyline GT-R V-Spec.